# ناحیه دولوت، شهرستان سنت لوئیس، مینه سویا
ناحیه دولوت (به انگلیسی: Duluth Township) یک منطقهٔ مسکونی در ایالات متحده آمریکا است که در شهرستان سنت لوئیس، مینه‌سوتا واقع شده‌است.
 ناحیه دولوت ۱۳۴٫۳ کیلومتر مربع مساحت و ۱٬۹۴۱ نفر جمعیت دارد و ۳۱۰ متر بالاتر از سطح دریا واقع شده‌است.